# Serrara Fontana
Serrara Fontana ist eine der sechs Gemeinden auf der Insel Ischia. Sie setzt sich zusammen aus den Ortsteilen Serrara, Fontana, Sant’Angelo, Succhivo, Ciglio, Calimera und Noia. Der Ort mit 3077 Einwohnern (Stand 31. Dezember 2023) gehört verwaltungstechnisch zur Metropolitanstadt Neapel, Region Kampanien.
Die Nachbarorte von Serrara Fontana sind Barano d’Ischia, Casamicciola Terme und Forio.
Serrara Fontana ist Partnergemeinde von Waldkirchen in Niederbayern.

## Bevölkerungsentwicklung
Zwischen 1991 und 2001 stieg die Einwohnerzahl von 2904 auf 3060. Dies entspricht einem prozentualen Zuwachs von 5,3 %.